# 來自櫻花的信 ～AKB48 各自的畢業故事～
《來自櫻花的信 ～AKB48 各自的畢業故事～》（日语：桜からの手紙 ～AKB48 それぞれの卒業物語～）是日本電視台系列由2011年2月26日至3月6日的深夜連續9夜播放的連續劇。

## 概要
AKB48成員劇中的角色名字和本人的名字相同出現的學園連續劇。以「畢業」為主題全17話的短篇故事（但第1話是30分鐘，第17話是1小時）的連作構成。

## 演員
※AKB48成員的飾演名稱和演員相同。第1話開場是2011年3月6日，之後的高中場面是2007年11月。

### 東京女子清和大附屬碑文丘高校
別名「櫻高中」，學生所穿的制服的校徽也設計了櫻花，學生被稱為「櫻花少女」。

#### 3年C組學生
- 高橋みなみ

性格堅定的班級委員，游泳部。和優子交情很好。有誰人都能依靠的性格。在劇情中不是真正父母親生的小孩是個養女，得知自己是養女後去尋找親生母親，回到家詢問之下終於認同現任父母的愛
- 柏木由紀

非常害羞害怕予人相處，卻希望有人能注意她。在家中被和司法考試合格、在大學就讀中的哥哥相比，爸媽在家給予很重的壓力，無論在學校或家都沒有住處，壓力非常大，後來老師的信被南發現，老師也主動傳訊息關心。很喜歡鐵路火車系列，在老師的簡訊建議下試著跟一樣喜歡鐵路的里英搭話，成為了朋友跟家裡說清楚關係後，終於走出了自己的心。
- 北原里英

不擅長與人交談，怕別人覺得自己麻煩，所以不願意跟人交談。喜歡丹尼爾·凱斯、法蘭西斯·史考特·費茲傑羅等的美國文學作品，同時也很喜歡鐵路火車系列。在老師的建議下保送美英文學的大學，某次在感謝老師保送建議下，意外認識了由紀並且成為朋友，克服了害怕予人交談的恐懼
- 小嶋陽菜

美術部。母親因生病而去世，和父親2人生活。某日開始身體不舒服感生嘔吐，在同學陪同下發現懷孕，爸爸意外發現老師寫給陽菜的信跟墮胎手術通知書後，某日跟陽菜談話，想更接近她的心，隔天陽菜卻自行跑去醫院墮胎，回家路上遇到爸爸，跟爸爸說明自己沒有墮胎，此時男友出現希望陽菜把孩子留下並請求陽菜爸爸答應讓陽菜嫁給他，爸爸在痛打男友一頓後同意他的請求。
- 宮澤佐江

跟麻友是好朋友，好到可以一起上廁所、互相親吻的好朋友。某次跟麻友回家途中摔倒，被一位男子相救開始，跟麻友之間友情產生裂痕。某次在外頭佐江跟麻友一起遇到老師，兩個人互相談判友情恢復。
- 渡邊麻友

跟佐江是好朋友，好到可以一起上廁所、互相親吻的好朋友。某次佐江開始不理會自己時產生懷疑。某日早上看到佐江跟一名男子一起上學後，友情之間產生裂痕，某次在外頭佐江跟麻友一起遇到老師，兩個人互相談判友情恢復。
袋棍球部
- 秋元才加

袋棍球部的守門員
- 大島優子

袋棍球部的部長，為了考醫學系在與袋棍球之間動搖著，被峯岸みなみ故意惡言相向後，原本打算真的放棄袋棍球，卻看到峯岸如此努力，決定兩邊都想要維護。某次練習不小心跟峯岸一起受傷，在醫院被峯岸說清跟媽媽的支持下，決定兩邊都要維護好
- 佐藤亞美菜

袋棍球部
- 峯岸みなみ

袋棍球部的副社長，優子退役後擔任隊長身分，因知道優子有考醫學系的壓力又想回來繼續打袋棍球曾惡言相向過。因為優子的動搖，受傷後希望優子別再兩邊猶豫，再次說出真相。之後跟優子複合繼續打袋棍球
- 宮崎美穗

袋棍球部
華麗4人組（板野的團體）
- 板野友美

游泳部。其實是單純的孩子，所有的男女生知識都是從書本雜誌還有姐姐口中得來的，其實本身什麼都沒有過。某次被其他三人問想要見見自己的男友時，跟姐姐借用一個男友，姐姐拒絕，被逼急的份上去酒店搭訕一名男子想嘗試看看卻無法做到。某日四個人一起吃飯聊天發現河西的男友是酒店邀約自己去賓館的男子，希望河西能放棄那個男子誠實說出自己說謊的事實，拯救了河西，也跟另外兩個人和好
- 河西智美

游泳部
- 高城亞樹

游泳部
- 仲川遙香

游泳部
其他的學生
- 大家志津香
- 奥真奈美
- 片山陽加
- 小林香菜
- 佐藤夏希
- 中田ちさと
- 野中美鄉
- 松井咲子
- 增田有華
- 米澤瑠美

#### 教師
- 篠田麻里子

3年C組的副班主任。被前田主任委託照顧班上所有同學
- 前田幸次 - 上川隆也

3年C組的班主任敦子的父親。在醫院檢查得知患有癌症，生命只剩下三個月，開始寫信給學生，希望他們可以把握青春、不要有遺憾，某次因為指原自殺事件跟敦子父女分裂
- 校長 - かとうかず子（第4・10・17話）

想要把前田老師照顧的櫻花樹砍掉，在最後一話被學生阻擋，答應說如果畢業前櫻花無法開花就要砍掉櫻花樹

### 學生的家族
- 大島絹代 - 高島禮子（第1・5・17話）

優子的母親。醫生。
- 板野明日香 - 片瀬那奈（第2・8・15・17話）

友美的姐姐。
- 小嶋陽三 - 吹越滿（第3・13・17話）

陽菜的父親。
- 柏木隆治 - 山崎一（第4・10・14話）

由紀的父親。
- 柏木君子 - 伊藤和枝（第4・10・14話）

由紀的母親。
- 柏木仁 - 宇治清高（第4・10・14話）

由紀的哥哥。應屆大学生，在律師資格考試中合格。
- 高橋巧 - 高知東生（第9・17話）

南的養父。
- 高橋晶子 - 堀内敬子（第9・17話）

南的養母。與谷崎（後述）是青梅竹馬的緣份，將南為養女看待。
- 谷崎杏子 - 若村麻由美（第9・17話）

高橋南的親生母親。為了能讓自己繼續拉小提琴拋棄南，讓青梅竹馬的朋友養育南長大

### 其他
- 前田敦子（第1・6・11・16・17話）

幸次的女兒，喜歡著爸爸熱血教師的模範，自己也希望當老師，卻私底下被學校同學威脅欺負，後來被指原欺騙誤以為發生關係，原本想把被欺負的事情告訴父親，父親卻擔心指原比擔心自己還重要，因此斷絕父女關係。最後為父親寫給自己的最後一封信，去見了父親後化解了誤會
- 松原夏海

碑文丘高中水泳部的OG，現在是大学生，高橋的前輩。
- 泥棒男 - 末高斗夢（第2・8話）

侵入水泳部的更衣室，偷內褲。
- 庭師 - 手塚秀彰（第4・10・17話）
- 佐藤すみれ、近野莉菜、藤江れいな和前田亞美（第6、16話）:当時前田擔任合唱團顧問時的成員（碑文丘高中舊生）
- 医生 - 佐佐木勝彦（第6話）

前田的医生。
- 吉田弘毅 - 木村了（第7・12・17話）
- 內藤正 - 佐野和真（第8・15話）
- 指原莉乃（第11・16話）

因為媽媽跟別人跑了，爸爸從此宿醉。因為老師對自己太好，喜歡上老師，自稱是老師的女朋友，想排除掉敦子，對敦子說謊說已經跟老師發生關係並且未遂自殺
- 指原雄三 - Bro.TOM（第11・17話）
- 谷原陸 - 菅野篤海（第13話）
- 花店老闆 - 佐戸井けん太（第17話）
- 病院關係者 - 櫻井明美（第17話、声音演出）

## 3年C組 座位表
|            |            | 教師桌     |          |            |
| 北原里英   | 片山陽加   | 高橋みなみ | 奧真奈美 | 佐藤亞美菜 |
| 中田ちさと | 大島優子   | 渡邊麻友   | 宮澤佐江 | 小嶋陽菜   |
| 小林香菜   | 峯岸みなみ | 秋元才加   | 宮崎美穗 | 大家志津香 |
| 增田有華   | 米澤瑠美   | 仲川遥香   | 板野友美 | 野中美郷   |
| 柏木由紀   | 佐藤夏希   | 河西智美   | 高城亞樹 | 松井咲子   |

## 播放日・標題
| 項目                                                       | 各話   | 播放日        | 播放時間      | 標題                                 | 導演       | 收視率 |
| ---------------------------------------------------------- | ------ | ------------- | ------------- | ------------------------------------ | ---------- | ------ |
| 第1夜                                                      | 第1話  | 2011年2月26日 | 23:55 - 24:25 | 剩餘命3個月生命的老師優子的決斷（1） | 久保田充   | 06.9%  |
| 第2夜                                                      | 第2話  | 2011年2月27日 | 23:55 - 24:25 | 魅力女神板野（1）                    | 久保田充   | 07.9%  |
| 第2夜                                                      | 第3話  | 2011年2月27日 | 23:55 - 24:25 | 陽菜要成為媽媽!?（1）                | 本間美由紀 | 07.9%  |
| 第2夜                                                      | 第4話  | 2011年2月27日 | 23:55 - 24:25 | 孤獨的由紀（1）                      | 長沼誠     | 07.9%  |
| 第3夜                                                      | 第5話  | 2011年2月28日 | 23:58 - 24:29 | 優子的決斷（2）                      | 久保田充   | 06.9%  |
| 第3夜                                                      | 第6話  | 2011年2月28日 | 23:58 - 24:29 | 敦子的秘密（1）                      | 久保田充   | 06.9%  |
| 第3夜                                                      | 第7話  | 2011年2月28日 | 23:58 - 24:29 | 麻友的危險友情（1）                  | 淺見真史   | 06.9%  |
| 第4夜                                                      | 第8話  | 2011年3月1日  | 23:58 - 24:29 | 魅力女神板野（2）                    | 本間美由紀 | 05.8%  |
| 第4夜                                                      | 第9話  | 2011年3月1日  | 23:58 - 24:29 | 南與媽媽的羈絆                       | 淺見真史   | 05.8%  |
| 第4夜                                                      | 第10話 | 2011年3月1日  | 23:58 - 24:29 | 孤獨的由紀（2）                      | 長沼誠     | 05.8%  |
| 第5夜                                                      | 第11話 | 2011年3月2日  | 23:58 - 24:29 | 敦子的秘密（2）                      | 久保田充   | 05.3%  |
| 第5夜                                                      | 第12話 | 2011年3月2日  | 23:58 - 24:29 | 麻友的危險友情（2）                  | 淺見真史   | 05.3%  |
| 第5夜                                                      | 第13話 | 2011年3月2日  | 23:58 - 24:29 | 陽菜要成為媽媽!?（2）                | 本間美由紀 | 05.3%  |
| 第6夜                                                      | 第14話 | 2011年3月3日  | 24:38 - 24:48 | 孤獨的由紀（3）                      | 長沼誠     | 05.2%  |
| 第7夜                                                      | 第15話 | 2011年3月4日  | 25:28 - 25:38 | 魅力女神板野（3）                    | 本間美由紀 | 03.4%  |
| 第8夜                                                      | 第16話 | 2011年3月5日  | 24:50 - 25:00 | 敦子的秘密（3）                      | 中田志保   | 04.4%  |
| 第9夜                                                      | 第17話 | 2011年3月6日  | 22:30 - 23:30 | 大結局                               | 久保田充   | 10.9%  |
| 平均收視率6.3%（收視率是關東地区、Video Research公司調查） |        |               |               |                                      |            |        |

※大分電視台（TOS）和宮崎電視台（UMK）是一部份的集數較遲播放。TOS是第15話遲20分鐘、UMK是第1話和第5 - 7話遲30分鐘播放。

## 工作人員
- 企劃、原案：秋元康
- 劇本：旺季志ずか
- 導演：久保田充、長沼誠、本間美由紀、浅見真史
- 製作協力：TOTAL MEDIA COMMUNICATION

## 音樂
※劇中的音樂是使用AKB48的樂曲
主題曲、插入曲、BGM
- 「變成櫻花樹」（KING RECORDS）

大結局的合唱曲『來自櫻花的信』版本，前田作詞、樂曲的設定是「前田學級 畢業禮」由3年C組學生全體和篠田、敦子所唱。
主題曲
- 第1話「身分」（You, Be Cool!/KING RECORDS）／「男更衣室」（AKS）※BGM也有使用
- 第2話「心型病毒」（AKS）
- 第3話「預約的聖誕節」（You, Be Cool!/KING RECORDS）※BGM也有使用
- 第4話「關於你」（You, Be Cool!/KING RECORDS）
- 第5話「驚喜之淚!」（You, Be Cool!/KING RECORDS）
- 第6話「無限重播」（You, Be Cool!/KING RECORDS）
- 第7話「街角的Party」（AKS）
- 第8話「Virgin love」（DefSTAR Records）
- 第9話「仙人掌與淘金熱」（AKS）
- 第10話「我的YELL」（You, Be Cool!/KING RECORDS）
- 第11話「歪曲的珍珠」（AKS）
- 第12話「給我愛」（AKS）
- 第13話「Beginner」（You, Be Cool!/KING RECORDS）※第3話插入曲也有使用
- 第14話「一直,一直」（AKS）※第17話插入曲也有使用
- 第15話「為了明天而接吻」（AKS）
- 第16話「暴風雨之夜」（AKS）
- 第17話「Lucky Seven」（You, Be Cool!/KING RECORDS）

插曲
- 「偶像的黎明」（AKS）※BGM也有使用
- 「水果‧雪」（You, Be Cool!/KING RECORDS）
- 「Lucky Seven」（You, Be Cool!/KING RECORDS）
- 「唔吼大遊行」（AKS）
- 「掌」（AKS）※BGM也有使用
- 「任性的流星」（AKS）
- 「FIRST LOVE」（You, Be Cool!/KING RECORDS）
- 「BINGO!」（DefSTAR Records）※麻友和佐江的携帯電話的鈴聲也有使用
- 「你和太陽和彩虹」（You, Be Cool!/KING RECORDS）
- 「想見你」（DefSTAR Records）
- 「再見緊緊的捆綁」（AKS）
- 「RIVER」（You, Be Cool!/KING RECORDS）
- 「生命的意義」（AKS）
- 「初日」（You, Be Cool!/KING RECORDS）
- 「毒蜘蛛」（AKS）
- 「我們的紙飛機」（AKS）
- 「謝謝你」（AKS）
- 「櫻花的花瓣們2008」（DefSTAR Records）

BGM
- 「與胡桃對話」（You, Be Cool!/KING RECORDS）
- 「馬路須加學園頂尖藍調」（You, Be Cool!/KING RECORDS）
- 「落櫻天空下」（You, Be Cool!/KING RECORDS）
- 「Baby! Baby! Baby!」（AKS）
- 「曲終人盡」（AKS）
- 「美人」（AKS）
- 「野菜姊妹」（You, Be Cool!/KING RECORDS）
- 「機會的順序」（You, Be Cool!/KING RECORDS）
- 「曾不屑一顧的愛情」（DefSTAR Records）

## DVD
2011年5月4日由VAP發售。

【BOX】
- 「來自櫻花的信 ～AKB48 各自的畢業故事～」豪華版DVD-BOX
  - 價格：17900日圓（含税）
  - 規格：本編Disc×3＋特典Disc×2＋micro SD卡片
- 「來自櫻花的信 ～AKB48 各自的畢業故事～」通常版DVD-BOX
  - 價格：12800日圓（含税）
  - 規格：本編Disc×3＋特典Disc×1

【単品】
- 「來自櫻花的信 ～AKB48 各自的畢業故事～」VOL．1
- 「來自櫻花的信 ～AKB48 各自的畢業故事～」VOL．2
- 「來自櫻花的信 ～AKB48 各自的畢業故事～」VOL．3
  - 價格：3150日圓（含税）
  - 規格：本編Disc×1

## 播放電視台
日本電視系全国30局電視台、地上波除了沖繩縣46都道府縣播放。
| 播放地域區     | 播放電視台                   | 系列                                       | 備考                                                       |
| -------------- | ---------------------------- | ------------------------------------------ | ---------------------------------------------------------- |
| 廣域放送       | 日本電視台（NTV） （制作局） | 日本電視台                                 |                                                            |
| 北海道         | 札幌電視台（STV）            | 日本電視台                                 |                                                            |
| 青森縣         | 青森放送（RAB）              | 日本電視台                                 |                                                            |
| 岩手縣         | 岩手電視台（TVI）            | 日本電視台                                 |                                                            |
| 宮城縣         | 宮城電視台（MMT）            | 日本電視台                                 |                                                            |
| 秋田縣         | 秋田放送（ABS）              | 日本電視台                                 |                                                            |
| 山形縣         | 山形放送（YBC）              | 日本電視台                                 |                                                            |
| 福島縣         | 福島中央電視台（FCT）        | 日本電視台                                 |                                                            |
| 山梨縣         | 山梨放送（YBS）              | 日本電視台                                 |                                                            |
| 新潟縣         | TV新潟放送網（TeNY）         | 日本電視台                                 |                                                            |
| 長野縣         | 信州電視台（TSB）            | 日本電視台                                 |                                                            |
| 静岡縣         | 静岡第一電視台（SDT）        | 日本電視台                                 |                                                            |
| 富山縣         | 北日本放送（KNB）            | 日本電視台                                 |                                                            |
| 石川縣         | 金澤電視台（KTK）            | 日本電視台                                 |                                                            |
| 福井縣         | 福井放送（FBC）              | 日本電視系列／テレビ朝日系列               |                                                            |
| 廣域放送       | 中京電視台（CTV）            | 日本電視系列                               |                                                            |
| 近畿廣域圏     | 讀賣電視台（ytv）            | 日本電視系列                               |                                                            |
| 鳥取縣、島根縣 | 日本海電視台（NKT）          | 日本電視系列                               |                                                            |
| 廣島縣         | 廣島電視台（HTV）            | 日本電視系列                               |                                                            |
| 山口縣         | 山口放送（KRY）              | 日本電視系列                               |                                                            |
| 德島縣         | 四国放送（JRT）              | 日本電視系列                               |                                                            |
| 岡山縣・香川縣 | 西日本放送（RNC）            | 日本電視系列                               |                                                            |
| 愛媛縣         | 南海放送（RNB）              | 日本電視系列                               |                                                            |
| 高知縣         | 高知放送（RKC）              | 日本電視系列                               |                                                            |
| 福岡縣         | 福岡放送（FBS）              | 日本電視系列                               |                                                            |
| 長崎縣         | 長崎国際電視台（NIB）        | 日本電視系列                               |                                                            |
| 熊本縣         | 熊本縣民電視台（KKT）        | 日本電視系列                               |                                                            |
| 大分縣         | 大分電視台（TOS）            | 富士電視網系列／日本電視系列               |                                                            |
| 宮崎縣         | 宮崎電視台（UMK）            | 富士電視網系列／日本電視系列／朝日電視系列 |                                                            |
| 鹿兒島縣       | 鹿兒島讀賣電視台（KYT）      | 日本電視台系                               |                                                            |
| 日本全国       | BS日本（BS）                 | 日本電視台系                               | 4月1日・3日・7日・10日從23時至24時播放                     |
| 日本全国       | 日テレプラス（CS、CATV）     | 日本電視台系                               | 4月9日-5月21日的毎週星期六24時至24:30（最終回在25:00）播放 |

## 備註
1. ↑  岩佐美咲、多田愛佳、倉持明日香、仲谷明香、內田真由美、梅田彩佳、菊地あやか、田名部生来、中塚智實、仁藤萌乃、橫山由依、石田晴香、小森美果、鈴木まりや、平嶋夏海和Team研究生沒有演出。

## 相關項目
- So long !

## 外部連結
- 來自櫻花的信 ～AKB48 各自的畢業故事～ 公式網頁 （页面存档备份，存于）
- AKB48電視劇「來自櫻花的信」（akb48sakura）的X（前Twitter）